# Zwierzyniec (Bogaczewo)
Zwierzyniec – część wsi Bogaczewo w Polsce, położona w województwie warmińsko-mazurskim, w powiecie ostródzkim, w gminie Morąg.
W latach 1975–1998 Zwierzyniec administracyjnie należał do województwa olsztyńskiego.
W roku 1973 jako kolonia Zwierzyniec należał do powiatu morąskiego, gmina i poczta Morąg.